# 刷新3+7
《刷新3+7》(Refresh)，由唐人影视製作，是一系列的都市單元劇，此劇由胡歌、范曉萱、蔣勁夫、徐溢等多人主演，每個單元都由不同演員飾演，“刷新”是一次心灵的重新启程，而「3」意味着昨天、今天和明天的时空状态；「7」是彩虹的7种颜色。围绕“改变”、“色彩”、“刷新生活”等关键词展开，在传递乐观向上的人生正能量。此劇共10個單元。

## 演員表

### 說好我們的店
- 胡　歌 飾 陳杰
- 范曉萱 飾 張穎
- 張淦敏 飾 張亮
- 尹　鄭 飾 陳杰前女友
- 周　葉 飾 服務員
- 周冠宇 飾 警察甲
- 劉　剛 飾 警察乙

### 我的居委會大媽
- 蔣勁夫 飾 葉天鳴
- 徐　溢 飾 林嘉
- 劉長生 飾 黃大爺
- 李健仁 飾 安哥
- 陶　玲 飾 主任
- 雷鵬飛 飾 張志成
- 馬靖宜 飾 張志成女友
- 姚一奇 飾 肥乘客
- 孟昭妍 飾 大媽甲
- 李寶珍 飾 大媽乙
- 尚　校 飾 交警
- 韓　偉 飾 早餐店老闆

### 藝術家
- 劉心悠 飾 文婷
- 范植偉 飾 羅西
- 肖　央 飾 錢滿倉
- 黃立群 飾 彩蝶
- 柳婷婷 飾 月娥
- 劉凱旋 飾 趙老師
- 王曼妮 飾 李冰
- 蔣中偉 飾 拍賣師
- 尹　思 飾 前台女職員
- 王小禹 飾 拍賣者甲
- 孫啟航 飾 拍賣者乙

### 彩色星期五
- 秦　昊 飾 沈東
- 宣　萱 飾 靜
- 朱佳怡 飾 小雪
- 李　飛 飾 前夫
- 胡　歌 飾 警察甲
- 李宏磊 飾 警察乙
- 王勝利 飾 醫生
- 汪辰晨 飾 護士
- 陸　凱 飾 彪行大叔

### 小城故事多
- 扎西顿珠 飾 陳念
- 馬思純 飾 小苗
- 曹　帥 飾 紹光
- 胡　歌 飾 二柱子(傻子)
- 蕭濟根 飾 陶老師
- 小　小 飾 艷麗婦女
- 陳　飛 飾 情侶甲
- 楊　菲 飾 情侶乙
- 黃　鸝 飾 學生甲
- 雷　洋 飾 學生乙

### 兵馬俑與招財貓
- 楊　洋 飾 何天澤
- 林　源 飾 蔣麗
- 朱梓窨 飾 小蝦米
- 傅傳杰 飾 日本料理店老闆
- 海　焱 飾 副導演
- 海　林 飾 副導演助理
- 孫建弘 飾 西安飯店店長
- 董晉平 飾 賣藝人
- 典文 飾 職員甲

### 牆裡牆外
- 王柏杰 飾 孙家骅
- 郭曉婷 飾 艾米麗
- 吳任遠 飾 陳主任
- 姚一奇 飾 小董
- 郁曉冬 飾 豆腐攤老闆
- 沙月明 飾 李大叔
- 劉國平 飾 修車大叔

### 騙不了
- 曾恺玹 飾 王璐
- 孫藝洲 飾 阿勇
- 嚴敏求 飾 外婆
- 孙锡堃 飾 童童
- 周　楠 飾 胖子
- 韓孟洋 飾 姑姑
- 黃榮垄 飾 王璐兒子
- 劉　強 飾 醫生
- 程海濤 飾 劫匪甲
- 王曉振 飾 劫匪乙
- 蒙振龍 飾 劫匪丙
- 李香武 日 劫匪丁

### 城市之光
- 吕聿来 飾 楊光
- 葉　青 飾 小美
- 張煜雯 飾 小女孩亮星
- 岳　超 飾 阿達
- 廉叔良 飾 爺爺
- 大　寶 飾 代表
- 陸　凱 飾 肥男
- 孫露菲 飾 老師
- 陳瑋珊 飾 新娘
- 沈金成 飾 新郎
- 王秀娟 飾 岳母
- 王　熙 飾 踢球小孩甲
- 繆正雄 飾 踢球小孩乙
- 姜秋宏 飾 踢球小孩丙

### 喜宴
- 胡　歌 飾 罗跃然
- 安以軒 飾 夏天
- 李呈媛 飾 夏天表姐
- 俞小凡 飾 夏天媽媽
- 李勤勤 飾 夏天姨媽
- 王　峰 飾 夏天表姐夫
- 董繼來 飾 夏天爸爸
- 龍　女 飾 躍然女友
- 鮑一基 飾 親家公
- 張　蘭 飾 親家母
- 袁　征 飾 鞋店店員
- 劉禹希 飾 酒店服務員
- 楊　菲 飾 花店老闆

## 電視劇歌曲
| 曲別   | 歌名             | 演唱者 | 作詞   | 作曲     |
| 片頭曲 | 下一道彩虹       | 丁噹   | 黃婷   | Cola Kai |
| 片尾曲 | 一篇故事         | 胡歌   | 龚淑均 | Jay Lim  |
| 插曲   | 在北京           | 爽子   | 爽子   | 爽子     |
| 插曲   | 别趴下           | 爽子   | 爽子   | 爽子     |
| 插曲   | 我們的春天像太陽 | 爽子   | 爽子   | 爽子     |
| 插曲   | 意思意思         | 爽子   | 爽子   | 爽子     |
| 插曲   | 囧的雷鬼         | 爽子   | 爽子   | 爽子     |
| 插曲   | 无能为力         | 爽子   | 爽子   | 爽子     |
| 插曲   | 找回自己         | 爽子   | 爽子   | 爽子     |
| 插曲   | 自由的飞         | 爽子   | 爽子   | 爽子     |
| 插曲   | 她               | 爽子   | 爽子   | 爽子     |

## 製作人員
- 出品人：李家舜 林丽霞
- 制作人：蔡艺侬
- 监制：何振声、李國立
- 原著：徐远
- 导演：黄伟明
- 副导演（助理）：李亦翀 程锦
- 编剧：徐远 胡歌 徐尹亮
- 摄影：粟心超 罗东
- 配乐：黄英华 郑嘉嘉
- 剪辑：张月
- 造型设计：罗佩恒
- 服装设计：蒋娅萍
- 灯光：李刚
- 发行：张丹

## 作品的變遷
| 中国大陆 東方衛視 · 週六21:15播出 | 中国大陆 東方衛視 · 週六21:15播出     | 中国大陆 東方衛視 · 週六21:15播出 |
| --------------------------------- | ------------------------------------- | --------------------------------- |
|                                   | 刷新3+7 2012年10月27日~2012年12月29日 |                                   |
| —                                 | —                                     |                                   |

| 中国大陆 東南衛視 · 19:30、21:15播出 · 1月26～27每天两集；2月11日每晚一集 | 中国大陆 東南衛視 · 19:30、21:15播出 · 1月26～27每天两集；2月11日每晚一集 | 中国大陆 東南衛視 · 19:30、21:15播出 · 1月26～27每天两集；2月11日每晚一集 |
| ------------------------------------------------------------------------- | ------------------------------------------------------------------------- | ------------------------------------------------------------------------- |
|                                                                           | 刷新3+7                                                                   |                                                                           |
| —                                                                         | —                                                                         |                                                                           |

|below=2017年5月1日起黄金剧场更名为东方剧场，2018年8月7日起周播剧场更名为精品剧场
}}